# Benoît Saint Denis
Benoît Saint Denis (Nimes, 18 de diciembre de 1995) es un artista marcial mixto francés y exmilitar que compite en la división de peso ligero en Ultimate Fighting Championship (UFC). Desde el 22 de julio de 2025, ocupa el puesto #13 en el ranking de peso ligero de UFC.

## Primeros años

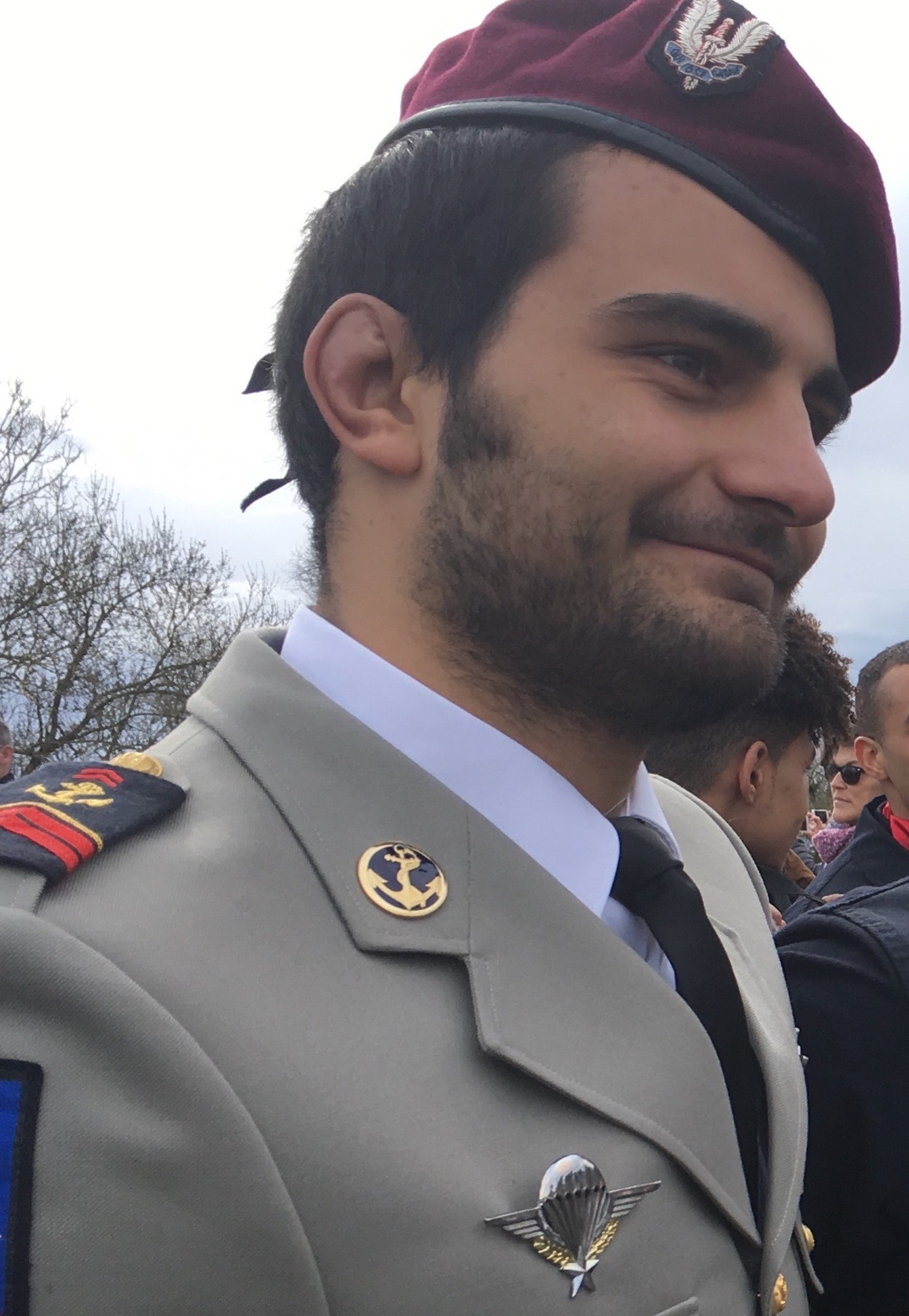
Benoît Saint Denis con uniforme de fuerzas especiales en marzo de 2018

Benoît Saint Denis nació en Nimes, el 18 de diciembre de 1995 como el mayor de cinco hermanos. Su padre era un oficial del ejército francés que practicaba judo a buen nivel y su madre era profesora. Saint Denis practicó judo en Francia y Alemania desde los 8 a los 16 años y obtuvo el cinturón negro. También jugó fútbol y rugby en su juventud.
Antes de su carrera en MMA, Saint Denis fue miembro del 1.er Regimiento de Paracaidistas de Infantería de Marina, una unidad del Comando de Fuerzas Especiales del Ejército francés. Sirvió en Mali durante la guerra y más generalmente en África occidental , luchando contra grupos terroristas. Recibió la Medalla de Agradecimiento de la Nación y la Cruz del Combatiente en septiembre de 2017. Dejó el ejército después de cinco años de servicio en marzo de 2019.

## Carrera de artes marciales mixtas

### Formación y carrera amateur (2017-2018)
Saint Denis comenzó a practicar kickboxing con Stéphane Susperregui y jiu-jitsu brasileño (BJJ) con Christophe Savoca en 2017 en la región de Bayona, cerca de su regimiento.

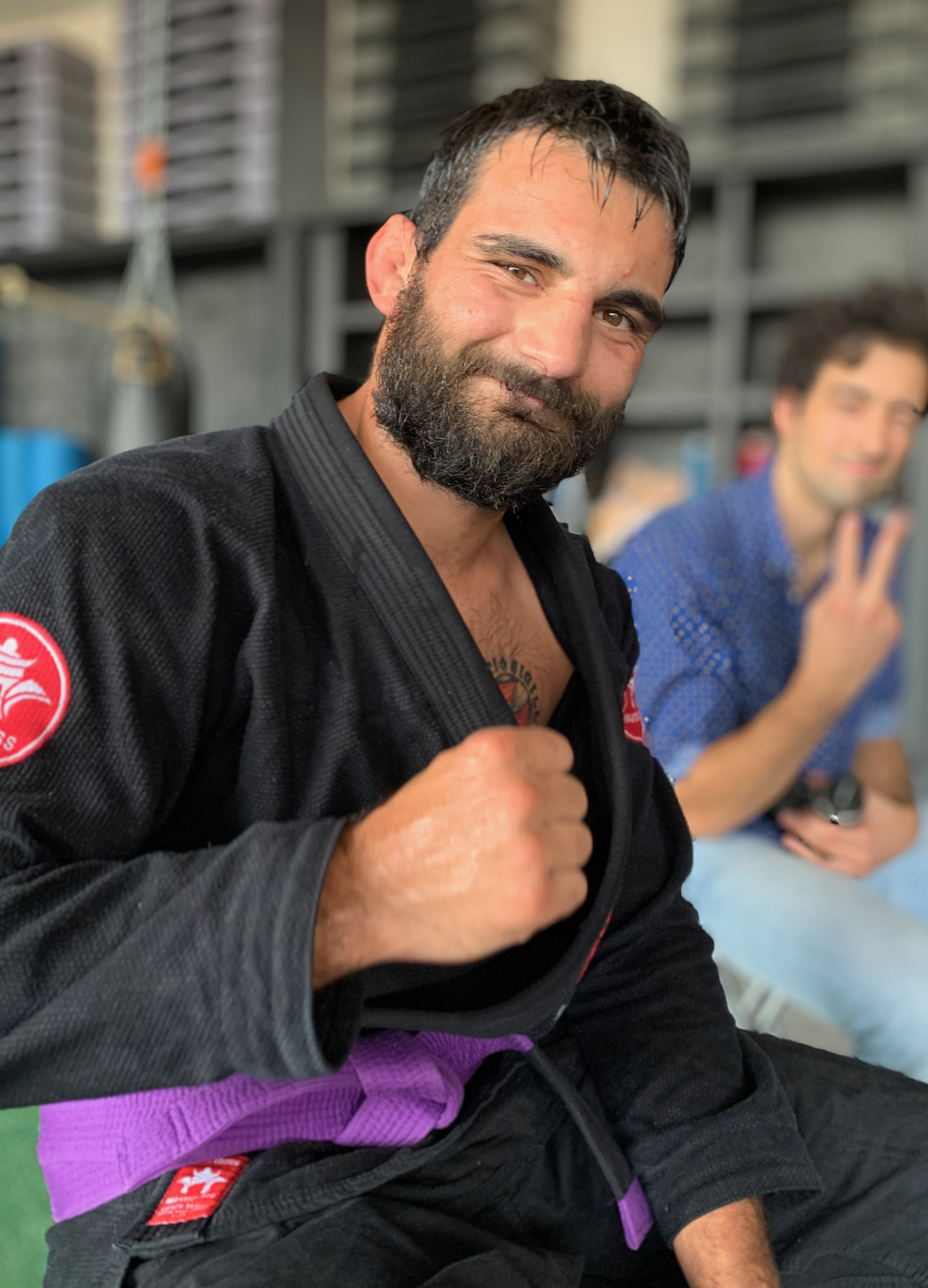
Entrenamiento de jiu-jitsu brasileño en la academia Paulo Jackson de Lille en septiembre de 2019.

También compitió en BJJ, ganando la división de peso medio-pesado (menos de 88,3 kg/194 lbs), en cinturón azul, en el Campeonato de la Zona Oeste de 2017 en Francia. Participó en el Campeonato Abierto Internacional No Gi de la IBJJF París 2017, en la división de peso medio-pesado (menos de 88,3 kg/194 lbs), ocupando el 3.er lugar.
Ganó la división de peso mediano (menos de 82,3 kg/181 lbs), con cinturón azul, en la categoría absoluta, y obtuvo el 2.º lugar en la categoría regular en el Campeonato de la Zona Oeste de 2018 en Francia.
También fue el ganador de las divisiones gi y no-gi en el Campeonato Nacional de Francia de 2019, con cinturón azul en la división de peso mediano (menos de 82,3 kg/181 lbs). También participó en dos espectáculos para ACB JJ, en particular enfrentándose a Yusup Raisov, perdiendo por puntos. 

En septiembre de 2017 comenzó en las MMA y peleó en el torneo amateur Invictus XV que ganó en la división de peso welter el 16 de diciembre de 2017 en San Sebastián, España. En julio de 2018, Christophe Savoca pidió a Luiz Tosta, un colega brasileño, que recibiera a Saint Denis durante una semana en su gimnasio de MMA en Londres, Shootfighters, donde entrena Michael Page . El brasileño confirmó que Saint Denis era capaz de lanzarse al MMA profesional.

### Carrera profesional (2019-2021)
En septiembre de 2018, Saint Denis destacó entre treinta luchadores durante una prueba organizada por Daniel Woirin, un entrenador francés conocido por haber ganado tres cinturones en UFC y dos en o
Strikeforce con los campeones de MMA Anderson Silva, Dan Henderson, Lyoto Machida. Saint Denis, al finalizar su contrato con el ejército decidió embarcarse en una carrera como luchador profesional de MMA a principios de 2019. Se dio dos años para llegar al más alto nivel de las MMA. Dos años fue el tiempo que tuvo con sus ahorros para entrenar a tiempo completo y conseguir fichar por UFC. Se unió al Top Team búlgaro del técnico francés Giom Peltier y ganó seis peleas en once meses. Luego el ritmo de las peleas se ralentizó debido a la pandemia de COVID-19. Con Daniel Woirin, se mantuvo invicto y obtuvo ocho victorias al finalizar en las divisiones de peso mediano, peso welter y súper ligero, la mitad de ellas en la Brave Combat Federation, donde terminó como el # 1 luchador por el título de la división de peso superligeroen el momento en que aceptó unirse a UFC.

### Ultimate Fighting Championship (2021-presente)
Saint Denis hizo su debut en UFC en la división de peso welter con poca antelación contra Elizeu Zaleski dos Santos el 30 de octubre de 2021 en UFC 267.Perdió la pelea por decisión unánime.

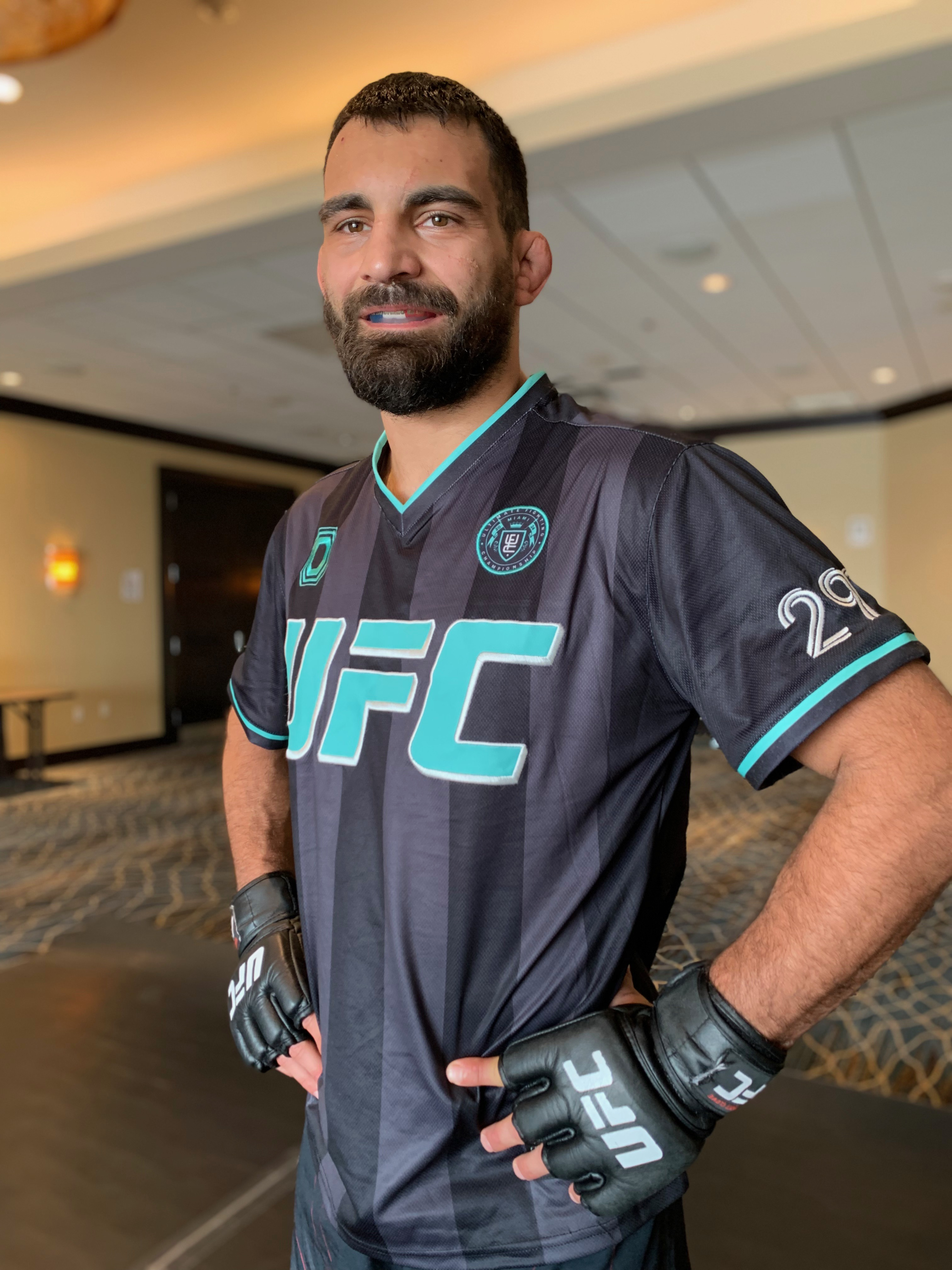
Benoît Saint Denis en 2024

Pasando al peso ligero, Saint Denis se enfrentó a Niklas Stolzeel 4 de junio de 2022 en UFC Fight Night: Volkov vs. Rozenstruik . Ganó la pelea después de someter a Stolze mediante un estrangulamiento  en el segundo asalto.
Estaba programado para enfrentar a Christos Giagos el 3 de septiembre de 2022 en UFC Fight Night 209, en París. Sin embargo, Giagos se retiró en agosto después de un accidente doméstico. En consecuencia, Saint Denis se enfrentó a Gabriel Miranda. Ganó la pelea por nocaut técnico al comienzo del segundo asalto.  Esta victoria le valió el premio Actuación de la noche.
Saint Denis estaba programado para enfrentarse a Joe Solecki el 18 de febrero de 2023 en UFC Fight Night 219. Sin embargo, se retiró de la pelea debido a una lesión en el tobillo.
Saint Denis estaba programado para enfrentarse a Vinc Pichel el 1 de julio de 2023 en UFC on ESPN 48. Sin embargo, Pichel se retiró a finales de mayo debido a una lesión y fue reemplazado por Ismael Bonfim. Saint Denis ganó la pelea mediante una sumisión en el primer asalto.
Saint Denis enfrentó a Thiago Moisés el 2 de septiembre de 2023 en UFC Fight Night 226, París. Ganó la pelea por nocaut técnico en el segundo asalto. Esta pelea lo hizo merecedor de su primer premio a la Pelea de la Noche.
Saint Denis enfrentó a Matt Frevola el 11 de noviembre de 2023 en UFC 295. Ganó la pelea por nocaut en el primer asalto. la victoria le valió el premio Actuación de la Noche.
Saint Denis enfrentó a Dustin Poirier en una pelea coestelar de 5 asaltos para UFC 299 el 9 de marzo de 2024. Perdió la pelea por nocaut en el segundo asalto. Esta pelea lo hizo merecedor de su segundo premio a la Pelea de la Noche.
Saint Denis se enfrentó a Renato Moicano el 28 de septiembre de 2024, en el evento principal de UFC Fight Night 243. Perdió la pelea por nocaut técnico debido a la interrupción del médico al final del segundo asalto, como resultado del daño sufrido en su ojo derecho.
Saint Denis tenía previsto enfrentarse a Joel Álvarez el 10 de mayo de 2025 en UFC 315. Sin embargo, Álvarez se retiró una semana antes debido a una lesión en la mano y fue reemplazado por Kyle Prepolec. Saint Denis ganó la pelea por sumisión con un estrangulamiento brazo-triángulo en el segundo asalto.

## Estilo de pelea
El estilo de combate de artes marciales mixtas de Saint Denis se basa en la lucha libre y las sumisiones, y aunque está dispuesto a plantarse y negociar, normalmente usa sus golpes para obligar a sus oponentes a la valla para poder buscar derribos y sumisiones.
Saint Denis es un rematador. Ejerce una presión constante sobre su oponente hasta que logra acabar con él, ignorando los contraataques. Esto se materializa en trece victorias por final, incluyendo cuatro nocauts y nueve sumisiones. La mitad de ellos ocurrieron en la primera ronda
Saint Denis eligió el apodo de God of War, por consejo de sus hermanos, tras su tercera victoria profesional. Esto refleja su actitud militar y de guerrero de MMA.
La canción de salida de Saint Denis es una remezcla basada en la canción de los Comandos franceses y Seine Saint-Denis Style del grupo francés de hip hop Suprême NTM.

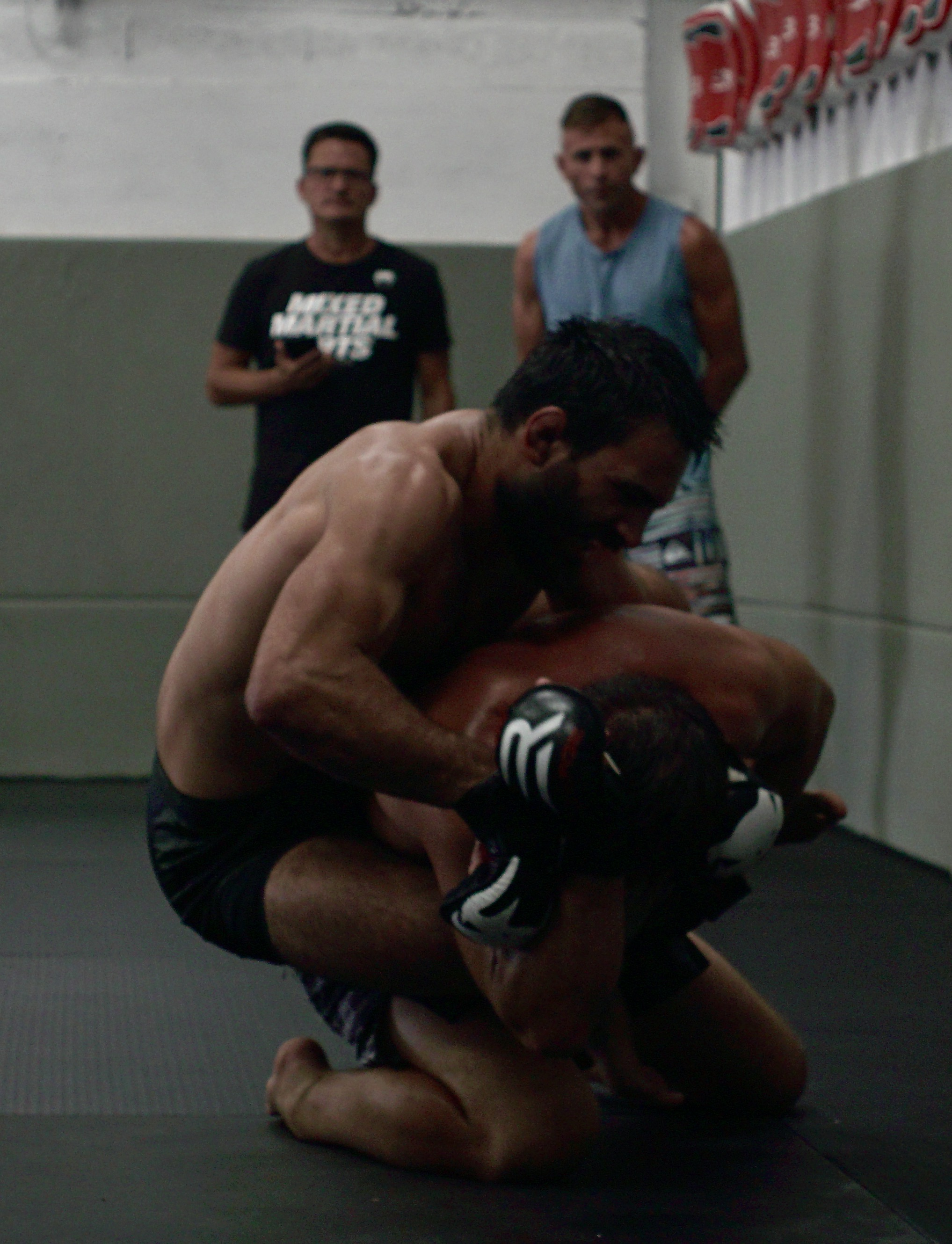
Entrenamiento de grappling (lucha) bajo la supervisión de Christophe Savoca y Daniel Woirin
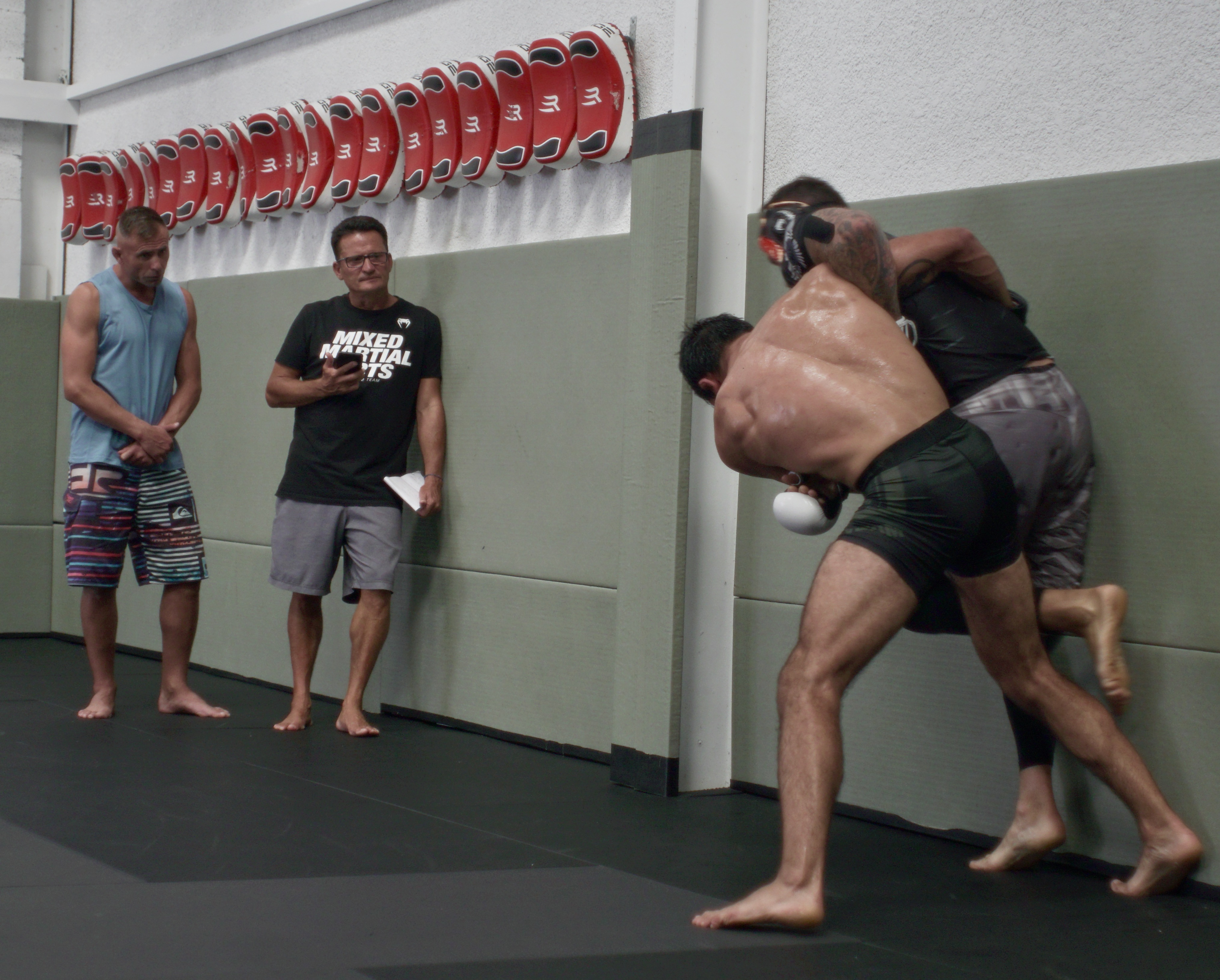
Entrenamiento de clinch (lucha de pie) bajo la supervisión de Christophe Savoca y Daniel Woirin
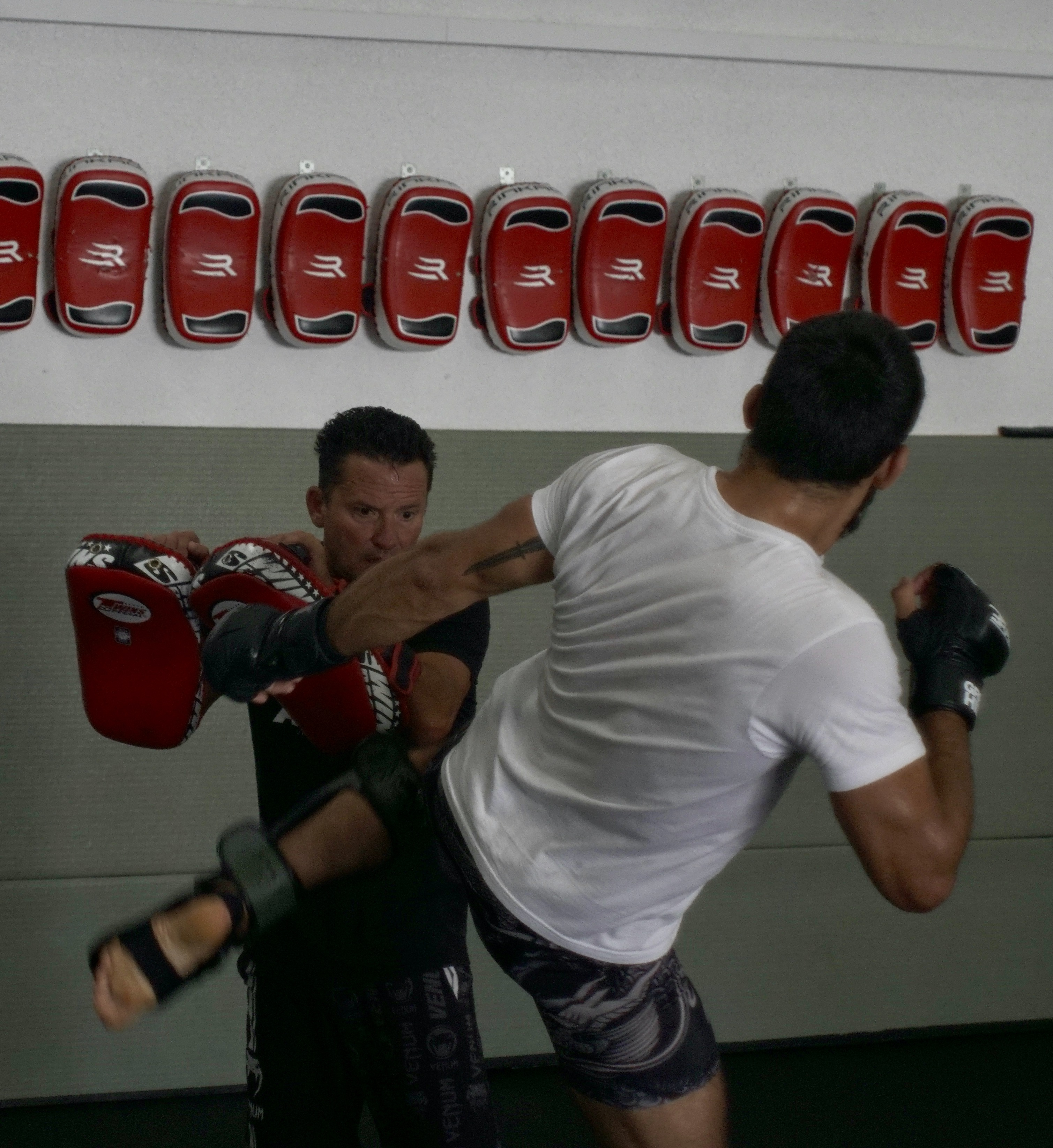
Entrenamiento de striking (golpes) con Daniel Woirin
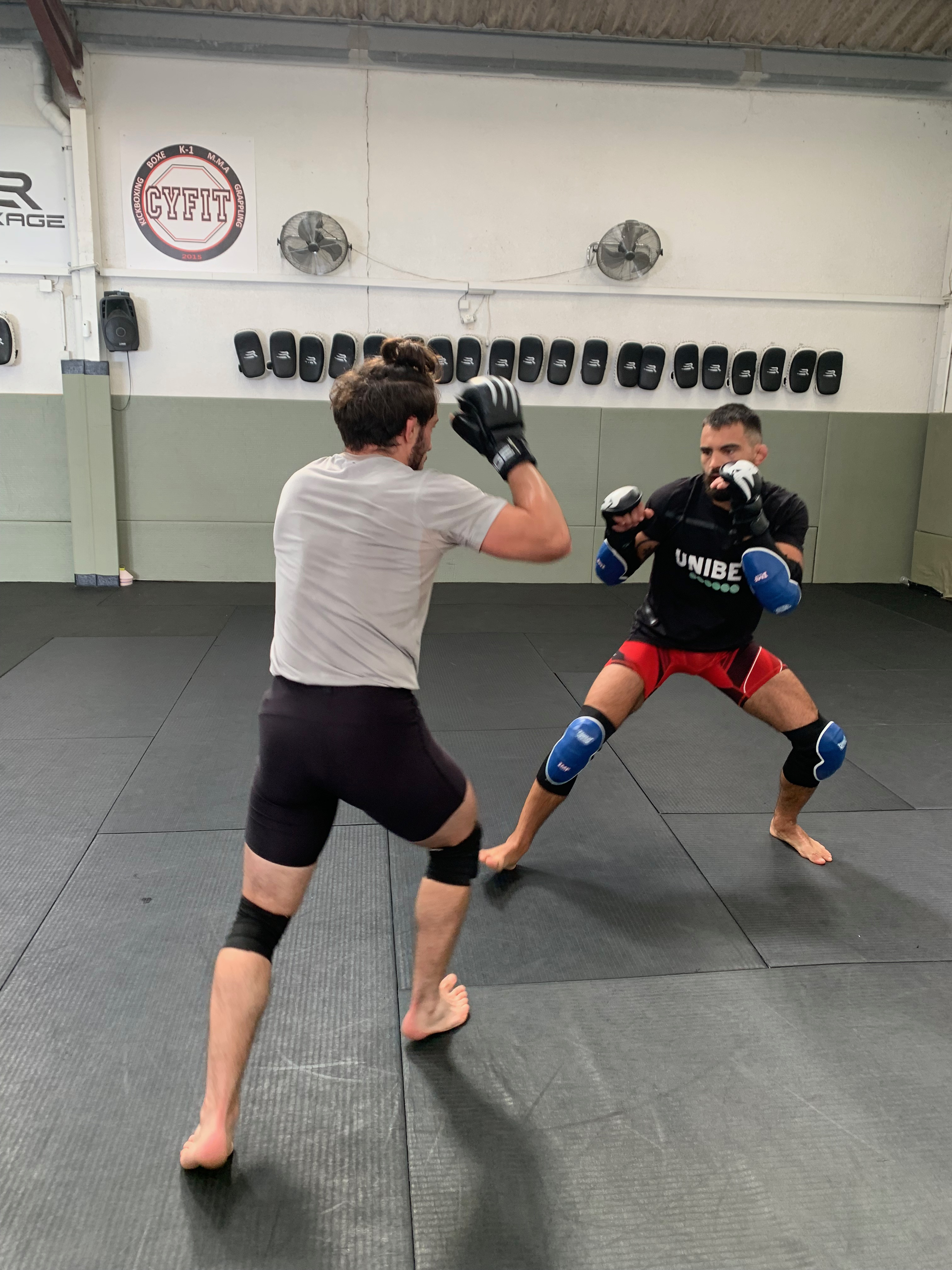
Sparring (entrenamiento al combate con un compañero)

## Vida personal
Además de su carrera en MMA, Saint Denis trabaja a veces como instructor y entrenador para una empresa de seguridad privada francesa llamada Chiron. 

La cruz de la Orden del Temple, tatuada en el pectoral izquierdo de Benoît Saint Denis.

Se casó con su prometida Laura, una semana antes de su pelea en UFC Fight Night 209.  La pareja tuvo una hija en julio de 2023. 
Laura es una ex jugadora internacional francesa de fútbol sala que ganó la Liga de Campeones de Europa con el Toulouse Metropole FC. Trabaja como entrenadora de perros e instructora de tiro en la policía  y fue la primera mujer policía francesa en realizar un curso de armas y tácticas especiales (SWAT).  También es la agente de Saint Denis y gestiona sus patrocinadores y sus redes sociales. 
Saint Denis tiene cuatro tatuajes: la daga de las fuerzas especiales francesas , el casco samurái de su primer club de BJJ , Juana de Arco por el espíritu caballeroso y una cruz templaria que recuerda las misiones de seguridad que llevó a cabo en Mali .

## Campeonatos y logros
- Ultimate Fighting Championship
  - Actuación de la Noche (Dos veces) vs. Gabriel Miranda y Matt Frevola[36]
    - Actuación del Mes (Una vez) vs. Matt Frevola[45]

  - Pelea de la Noche (Dos veces) vs. Thiago Moisés y Dustin Poirier[33][39]
    - Pelea del Mes (Una vez) vs. Thiago Moisés[57]

- Brave Combat Federation
  - Sumisión del año 2020 de Brave CF [58]
  - Contendiente número 1, división súper ligero[59]

- Staredown Fighting Championship
  - Campeonato de peso wélter SFC 2019 (una vez)[60]

## Récord en artes marciales mixtas
| Récord profesional | Récord profesional | Récord profesional |
| 18 peleas          | 14 victorias       | 3 derrotas         |
| ------------------ | ------------------ | ------------------ |
| Nocaut             | 4                  | 2                  |
| Sumisión           | 10                 | 0                  |
| Decisión           | 0                  | 1                  |
| Sin resultado      | 1                  | 1                  |

| Resultado     | Récord   | Oponente                  | Método                                       | Evento                                   | Fecha                    | Ronda | Tiempo | Localización            | Notas |
| ------------- | -------- | ------------------------- | -------------------------------------------- | ---------------------------------------- | ------------------------ | ----- | ------ | ----------------------- | --- |
| Victoria      | 14–3 (1) | Kyle Prepolec             | Sumisión (arm-triangle choke)                | UFC 315                                  | 10 de mayo de 2025       | 2     | 2:35   | Montreal                | |
| Derrota       | 13–3 (1) | Renato Moicano            | TKO (parada médica)                          | UFC Fight Night: Moicano vs. Saint Denis | 28 de septiembre de 2024 | 2     | 5:00   | París                   | |
| Derrota       | 13–2 (1) | Dustin Poirier            | KO (puñetazo)                                | UFC 299                                  | 9 de marzo de 2024       | 2     | 2:32   | Miami, Florida          | Pelea de la noche. |
| Victoria      | 13–1 (1) | Matt Frevola              | KO (patada a la cabeza)                      | UFC 295                                  | 11 de noviembre de 2023  | 1     | 1:31   | New York City, New York | Actuación de la noche. |
| Victoria      | 12–1 (1) | Thiago Moisés             | TKO (golpes)                                 | UFC Fight Night: Gane vs. Spivak         | 2 de septiembre de 2023  | 2     | 4:44   | París                   | Pelea de la noche. |
| Victoria      | 11–1 (1) | Ismael Bonfim             | Sumision (face crank)                        | UFC on ESPN: Strickland vs. Magomedov    | 1 de julio de 2023       | 1     | 4:48   | Las Vegas, Nevadas      | |
| Victoria      | 10–1 (1) | Gabriel Miranda           | TKO (golpes)                                 | UFC Fight Night: Gane vs. Tuivasa        | 3 de septiembre de 2022  | 2     | 0:16   | París                   | Actuación de la noche. |
| Victoria      | 9–1 (1)  | Niklas Stolze             | Sumisión (rear-naked choke)                  | UFC Fight Night: Volkov vs. Rozenstruik  | 4 de junio de 2022       | 2     | 1:32   | Las Vegas, Nevada       | Debut en peso ligero. |
| Derrota       | 8–1 (1)  | Elizeu Zaleski dos Santos | Decisión (unánime)                           | UFC 267                                  | 30 de octubre de 2021    | 3     | 5:00   | Abu Dhabi               | Pelea de peso welter. A Zaleski se le descontó un punto en la tercera ronda debido a un golpe en la ingle. Resultado impugnado por Saint Denis. |
| Victoria      | 8–0 (1)  | Arkaitz Ramos Gudari      | Sumisión (arm-triangle choke)                | Brave CF 52                              | 1 de agosto de 2021      | 1     | 3:09   | Milán                   | |
| Victoria      | 7–0 (1)  | Luan Santiago             | Sumisión (arm-triangle choke)                | Brave CF 49                              | 25 de marzo de 2021      | 2     | 3:51   | Arad                    | |
| Victoria      | 6–0 (1)  | Luan Santiago             | TKO (golpes)                                 | Brave CF 38                              | 8 de agosto de 2020      | 2     | 1:49   | Stockholm,              | Debut en peso superligero (165 lb). |
| Victoria      | 5–0 (1)  | Ivica Trušček             | Sumisión (kneebar)                           | Brave CF 34                              | 19 de enero de 2020      | 1     | 3:39   | Ljubljana,              | |
| Sin Resultado | 4–0 (1)  | Paweł Kiełek              | Sin resultado (choque accidental de cabezas) | Brave CF 28                              | 4 de noviembre de 2019   | 2     | 5:00   | Bucarest,               | |
| Victoria      | 4–0      | Ibragim Baisarov          | Sumisión (armbar)                            | European Beatdown 7                      | 12 de octubre de 2019    | 1     | 2:47   | Mons,                   | |
| Victoria      | 3–0      | Antoine Bensimon          | Sumisión (guillotine choke)                  | Vic Fight: French Championship 2019      | 15 de junio de 2019      | 1     | 4:00   | Longjumeau,             | |
| Victoria      | 2–0      | Artur Szczepaniak         | Sumisión (rear-naked choke)                  | Staredown Fighting Championship 14       | 21 de marzo de 2019      | 3     | 3:00   | Antwerp,                | Debut en peso welter. Ganó el campeonato vacante de peso welter de SFC                                                                          |
| Victoria      | 1–0      | Marc Domont               | Sumisión técnica (guillotine choke)          | Lions Fighting Championship 8            | 16 de febrero de 2019    | 1     | 3:29   | Neuchâtel               | Debut en peso mediano. |